# Головківка (Черкаський район)
Головкі́вка — село у Черкаському районі Черкаської області, підпорядковане Медведівській сільській громаді. Населення — 1251 осіб (2007; 3652 у 1965, 2865 у 1968, 2646 у 1972).

## Природа

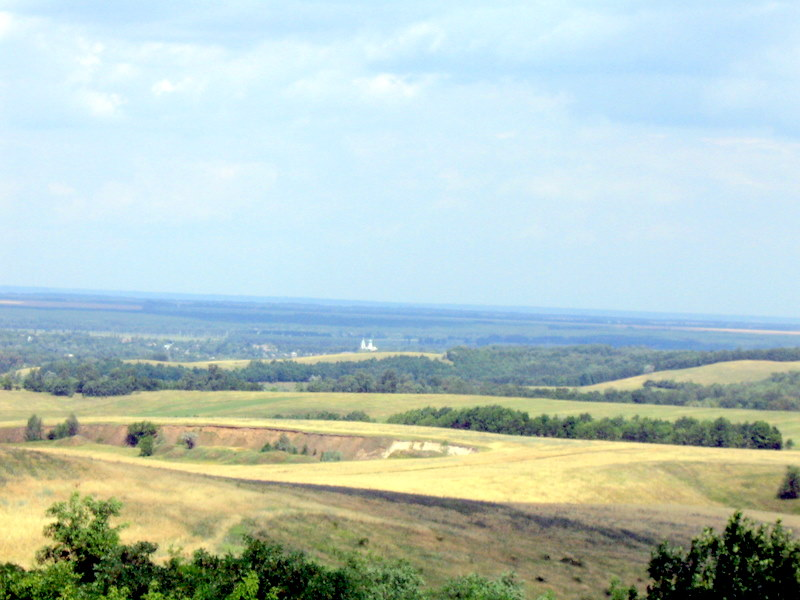
Вид із Головківки на Медведівку

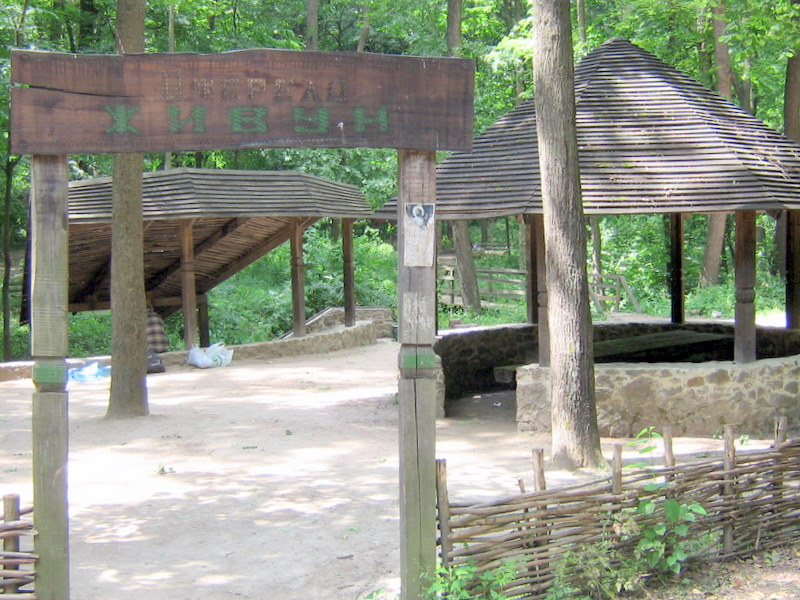
Джерело «Живун»

### Географія
Село розташоване за 43 км від районного центру — міста Чигирин і за 25 км від залізничної станції Фундукліївка; на території урочища Холодний Яр.
Головківка стоїть на пагорбі. Від неї спускається на декілька кілометрів розлога долина, з трьох боків оточена височинами, вкритими лісом. На північ, у кінці долини, село Медведівка. Від неї ліворуч, попід гори, іде смугою й ховається у лісі і в ярах село Мельники. На хвилястих полях багато високих могил.
Неподалік села знаходиться Атаманський парк — заповідне урочище із системою ставків та алей, де розташоване цілюще радонове джерело «Живун», лікувальні властивості якого були відомі ще до 1 століття до н.е. Козаки і гайдамаки теж віддавали шану цій воді, лікуючи нею рани.
В селі налічується 1029 дворів. Землі Головківки займають 664,8 га, під сільськогосподарськими угіддями 3225,8 га, у користування громадян 452,5 га. Село простяглось із північного заходу на південний схід на 6 км.

### Геологія
Село розташоване в центральній частині Українського кристалічного щита в межах північно-західної частини Інгуло-Унгулецького антиклінарія. В геологічній будові беруть участь породи двох структурних поверхів — глибоко метаморфізовані та магматичні утворення докембрійського фундаменту нижнього протерозою Кіровоградсько-Житомирського комплексу, які представлені порфіровидними світло-сірими гранітами та осадовими породами кайнозою.

### Клімат
Клімат помірно континентальний, з чітким поділом пір року. Характерні посушливе літо і відносно тепла зима. Пересічна температура повітря становить +8°С. Максимальна температура у липні +37°С, мінімальна у грудні −37°С. Тривалість безморозного періоду 144—187 діб. Середньорічна кількість опадів становить 482 мм. Найбільша глибина снігового покриву — 730 мм, мінімальна — 35 мм. Глибина промерзання ґрунту — 0,2-1,1 м. Переважають північно-західні, північні та західні вітри.

## Топоніміка

### Походження назви
Існує 3 версії походження назви села:
- За однією з версій, у районі села протікала невелика річка, на якій пан збудував водяний млин. Для праці на млині пан поблизу поселив робітника із сім'єю, прізвище якого було Головатий. Згодом пан почав зганяти сюди й інших селян. Людей переселяли з навколишніх сіл — з Полуднівки та Осоти. У такий спосіб було заселено сучасну частину (куток) села Вища Титарівка. Звідти село розрослось до сучасних розмірів;
- За іншою версією, біля одного із ставків оселився селянин Головко із своєю сім'єю. Начебто від його прізвища і пішла назва села.
- Третя версія говорить про те, що тут жив козак Головко, який був досить сильним воїном. Через це навколо нього оселялись й інші сім'ї.

### Місцеві назви
Територія села умовно поділяється на кілька сільських кутків, більшість з яких носять назви прізвищ селян, які першими поселялись на нові території. Так з'явились Овдіївка, Нижня та Верхня Титарівка, Дроботівка, Басівка. Схожу назву отримав і куток Поселянівка. Деякі назви несуть в собі характер поселення: Ярки розміщені у невеликих ярах, Загороди утворені на околиці села окремою вулицею, Центр розміщений у центрі, Вигін на місці старого базару, на Хуторі селились поміщицькі селяни, у Криницівці були криниці з найкращою водою у селі. Назва кутка Церковна походить від давньої церкви, яка розміщалась тут у XVII–XVIII ст (фрагменти цієї церкви з червоного натурального граніту можна знайти на території села й досі), П'ятихатки утворені були з 5 хат, у Румунії проживали румуни, на кутку Волосна розміщувалась волосна садиба, через куток Янівку йшла дорога до села Янівка.

## Історія

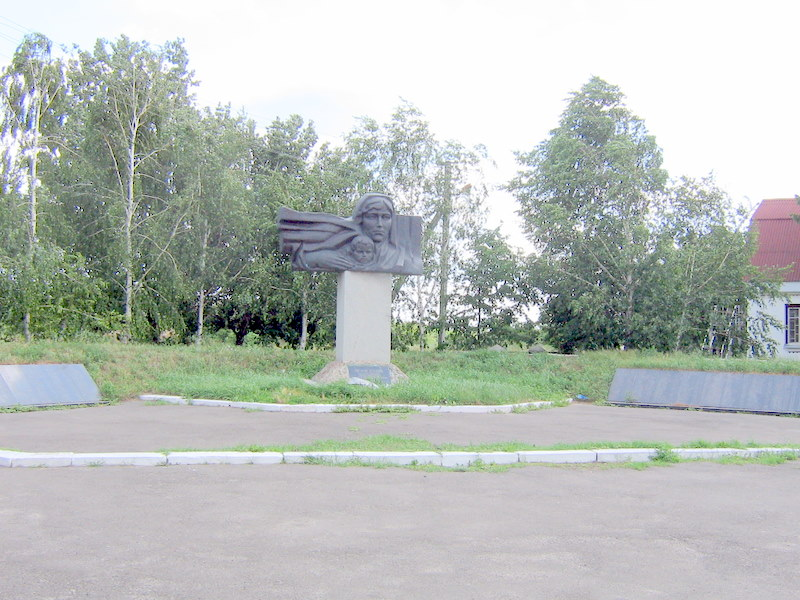
Пам'ятник загиблим односельчанам

Основна стаття: Історія села Головківка
Поселення на території сучасної Головківки з'явилися багато тисячоліть тому. Поблизу села виявлено вироби епохи бронзи, на захід від села відкрито скіфське поселення, 1878 року знайдено скарб римських монет. Знайдено вироби часів Київської Русі.
В історичних документах село вперше згадується у 1775 році. У 18 столітті село перебувало під владою польської шляхти.
У 1835 році Головківку придбав цивільний губернатор Іван Іванович Фундуклей.
З 1866 року Головківка — волосний центр Чигиринського повіту Київської губернії.
Станом на 1885 рік у колишньому власницькому селі мешкало 2496 осіб, налічувалось 345 дворових господарства, існувала православна церква, школа, 2 постоялих будинки, 2 лавки, вітряний млини. За версту існував черепичний завод. За 5 верст — винокурний завод.
У 1888 році село стало власністю цукрозаводчика і землевласника Миколи Артемовича Терещенко.
За переписом 1897 року кількість мешканців зросла до 3477 осіб (1755 чоловічої статі та 1722 — жіночої), з яких 3436 — православної віри.
Головківка була центром українського гончарства, де в XIX столітті існувала відома школа підполив'яного фляндрового розпису. В селі вироблявся й «панський» посуд на замовлення польських королів та магнатів. Ці сервізи зберігаються у найкращих музеях різних країн світу.
Після Жовтневого перевороту 1917 у Петрограді і подальших подіях в Україні селяни Головківки підтримували український уряд. Серед козаків Холодноярської республіки було багато головківців. Після поразки національно-визвольних змагань село окупували радянські війська.
У 1923 році в селі створено сільськогосподарську артіль «Незаможник», яка у 1928 році прийняла статут комуни і стала називатися «Промінь». У 1929 році утворено ще два колгоспи: «Перемога» («Жовтнева революція») та «Дружба».
Під час голодомору 1932—1933 років у селі померло понад 500 осіб.
У роки Другої світової війни тут проходили бої партизанських загонів імені Сталіна та імені Ворошилова. У боях брало участь 565 жителів села, з яких 162 відзначені урядовими нагородами.
В 50-х роках три невеликі колгоспи об'єднались в один — «Іскра». Станом на 1972 рік у селі працювала середня школа, 3 бібліотеки, будинок культури зі стаціонарною кіноустановкою, відділення зв'язку і відділення ощадної каси. В селі працювало 8 магазинів, 2 їдальні, майстерня побутового обслуговування, фельдшерсько-акушерський пункт, пологовий будинок, дитячі ясла. У 1974 році споруджено нове приміщення середньої школи, у 1976 — адміністративний будинок та лікарську амбулаторію.
У 90-х роках відбувається реформування колгоспу «Іскра». У 1995 році в селі відкрито новий пам'ятник загиблим воїнам-землякам. У 1997 році жителі села за власні кошти почали добудовувати церкву.
У 2004 році селі освячено дві каплиці на честь святої великомучениці Параскеви і святителя Миколая Чудотворця.

## Населення
Згідно з переписом УРСР 1989 року чисельність наявного населення села становила 1680 осіб, з яких 665 чоловіків та 1015 жінок.
За переписом населення України 2001 року в селі мешкали 1482 особи.

### Мова
Розподіл населення за рідною мовою за даними перепису 2001 року:
| Мова       | Відсоток |
| ---------- | -------- |
| українська | 94,80 %  |
| російська  | 4,52 %   |
| циганська  | 0,14 %   |
| білоруська | 0,07 %   |
| болгарська | 0,07 %   |
| молдовська | 0,07 %   |
| інші       | 0,33 %   |

## Культура

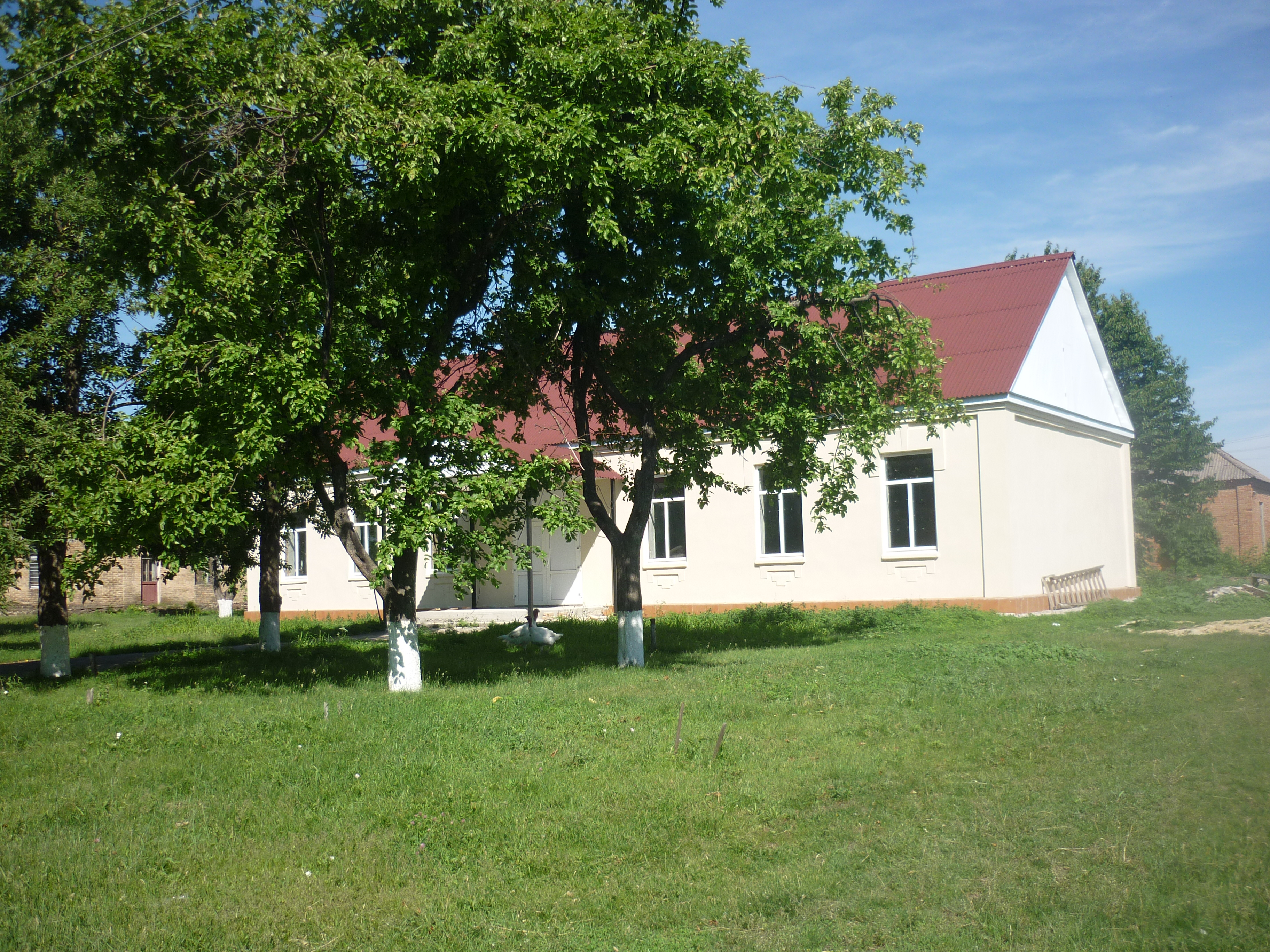
Сільський клуб

### Головківська кераміка

Головківська кераміка на Андріївському узвозі в Києві

З давніх-давен Головківка славилася своєю керамікою, головківське гончарство є унікальним явищем в історії української культури. Відомий такий факт: наприкінці XVII століття на замовлення польського королівського двору головківськими майстрами було виготовлено столовий сервіз на 250 персон, який волами відправили до Польщі. Далі цей витвір, вже як королівський дарунок, потрапив до вищих королівських осіб Франції.
Головківка — один з найцікавіших в Україні центрів фляндрового керамічного розпису XIX—XX століть. У той час село було головним осередком виробництва мальованого посуду на Чигиринщині. Гончарні містились в глибоких землянках, обігрівались теплом опалювальної печі. 1912 року в селі діяло 19 гончарень та 70 майстрів. Вони виготовляли мальовані миски, полив'яний посуд (глечики, горщики, тикви, ринки тощо).
Одним з найвідоміших гончарів України можна назвати уродженця села — Якова Михайловича Брюховецького, який в 2000 році став переможцем міжнародного конкурсу гончарів у Вітебську (Білорусь).

### Народний музей
Основна стаття: Народний музей села Головківки
Краєзнавчий музей села від початку був задуманий як данина пам'яті багатьом поколінням селян. Ініціатором ідеї створення такого музею виступив Борис Миколайович Кузик. Обійшовши всі хати жителів, вчитель історії сільської школи Валентина Бухтій зі своїми учнями зібрала сотні експонатів. Для будівлі музею була обрана садиба колгоспу, яку реставрували. Музей відкрито 21 травня 2004 року, у храмове свято Івана Богослова. Обряд освячення здійснив архієпископ Черкаський та Канівський Софроній.
Музей поділений на кілька залів, кожен з яких відповідає певній тематиці. Найперший зал розповість про природу мальовничого краю. Серед експозицій інших залів присутні тисячі унікальних експонатів, історичних документів та фотографій. Тут є предмети давнини, скіфської епохи, епохи козацтва, поступово наближаючись до сучасності. Туристи можуть побачити предмети народного вжитку місцевих українських жителів, їх прикраси та національний одяг, відкриють для себе красу головківської кераміки.

## Господарство

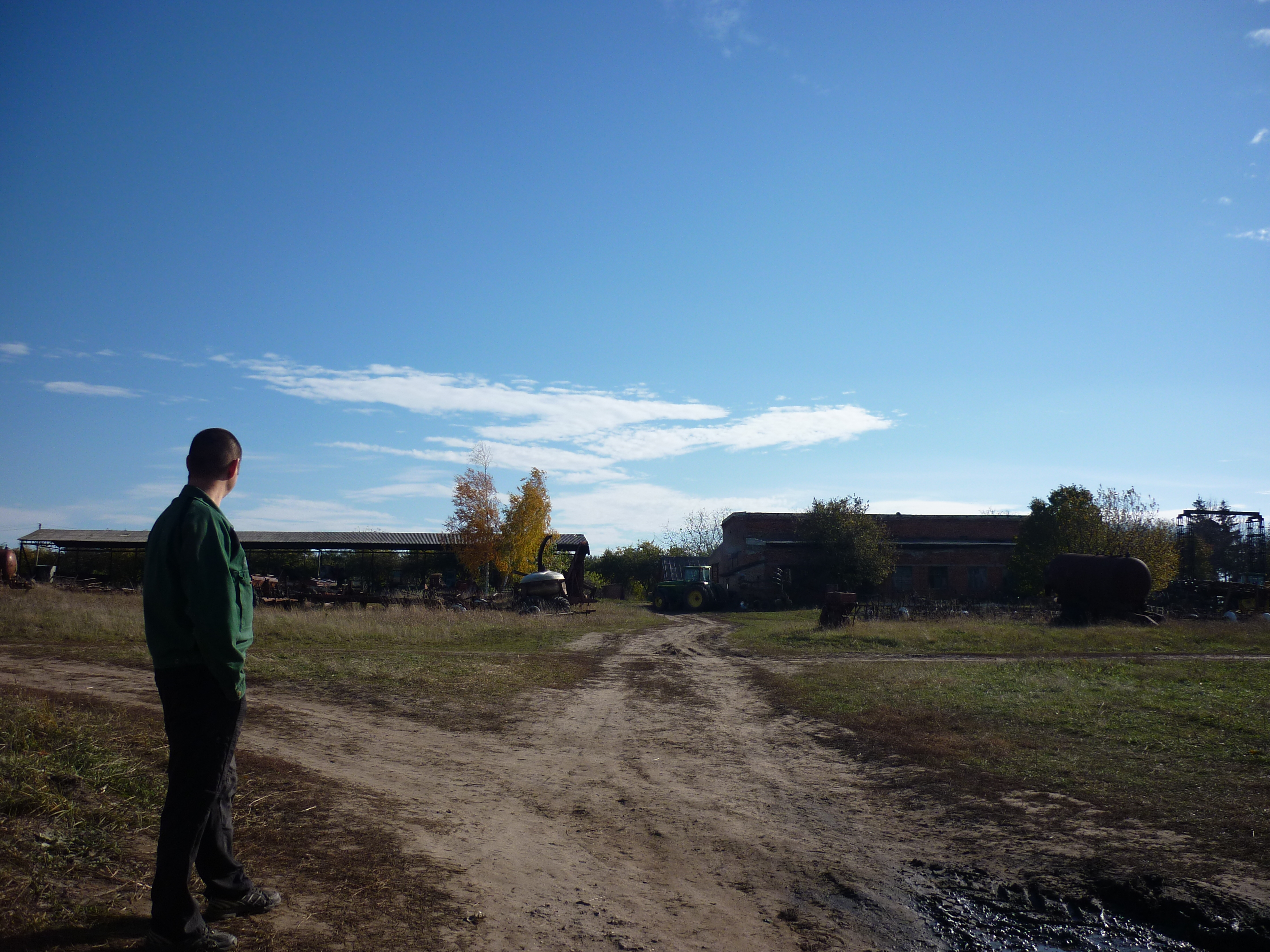
Тракторний стан

### Економіка
У Головківці працюють сільськогосподарське підприємство СТОВ «Головківське-3» та Головківський гранітний кар'єр.

### Соціальна сфера
У селі діють Головківський навчально-виховний комплекс, будинок культури із кіноустановкою, бібліотека, поштове відділення, медична амбулаторія, філія Ощадбанку, магазини, Народний музей села Головківки.

### Що цікавого
У селі туристи можуть відвідати Народний музей села Головківка, де виставлені роботи славнозвісного гончара Брюховецького. Поряд із музеєм знаходиться монумент загиблим воїнам у часи НРВ. Для туристів працюють магазини (див. схему села), банк, пошта.
На околиці села знаходиться джерело "Живун" на території Атаманського парку. Село розташоване на високих мальовничих пагорбах, з яких відкриваються гарні краєвиди, на північній околиці зростає велике ромашкове поле.
До села можна потрапити автобусами рейсами Кропивницький-Медведівка та Черкаси — Матвіївка, або ж прямими з Чигирина та Черкас.

## Релігія

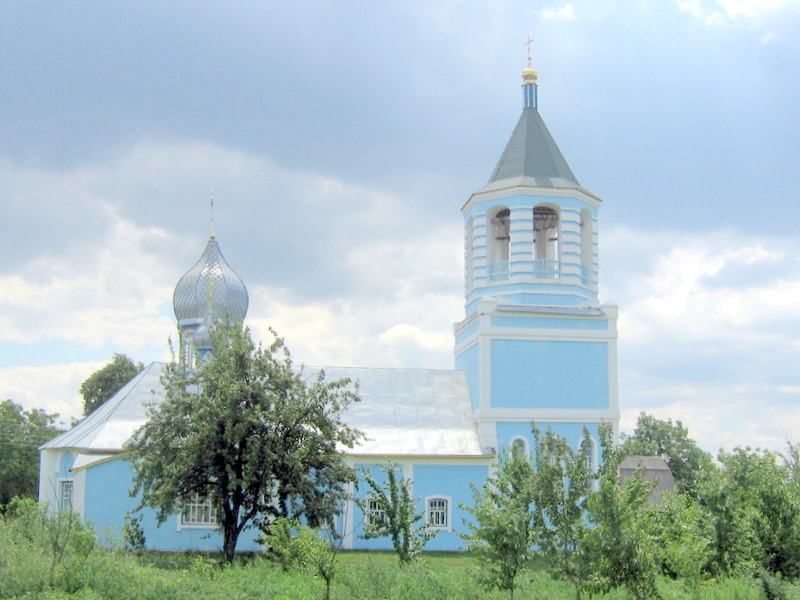
Храм в ім'я Святого апостола та євангеліста Іоанна Богослова

За легендою, записаною в селі Головківка, Святий апостол Андрій Первозваний та його учні, проходили повз Холодний Яр спекотного літа. Коли їм захотілося пити, то апостол вдарив своїм посохом об землю і з того місця потекла прохолодна вода. Так і утворилось джерело "Живун".
Село розташоване в оточені стародавніх святих обителей: Свято-Троїцького Мотронинського монастиря, Чубіївського монастиря в ім'я Преподобного Онуфрія Великого, Медведівського храму та храмів Чигирина і Суботова.
В самому ж селі діє церква в ім'я Івана Богослова та 2 каплички: в ім'я Святителя Миколая Чудотворця та Святої великомучениці Параскеви.

## Люди
Історичні особи:

Могила Я. М. Брюховецького

- Брюховецький Яків Михайлович (1931—2006) — гончар, заслужений майстер народної творчості України. Народився в Головківці.
- Буряченко Павло Іванович (1906—1982) — генерал-майор, учасник Другої світової війни. Народився в Головківці.
- Буряченко Кирило Іванович (1900—1960) — дипломат. Народився в Головківці.
- Головко Федір Андрійович (1925—2003) — доктор технічних наук, професор. Народився в Головківці.
- Горбань Федір Іванович (1883—1918) — революціонер, більшовик, борець за встановлення Радянської влади в Сибіру, розстріляний у Ново-Миколаївську.
- Литвин Микита Васильович (1900—1992) — заслужений вчитель України
- Похил Павло Федорович (?-?) — доктор хімічних наук, професор.

Сучасники:
- Брюховецький Іван Якович (1932, Головківка) — механізатор, Герой Соціалістичної Праці
- Дробіт Микола Іванович (1957, Головківка) — викладач військової академії міста Твер (Росія).
- Задоя Анатолій Олександрович (1953, Головківка) — доктор економічних наук, професор.
- Павленко Анатолій Олександрович (1942) — перекладач і письменник
- Соломіцький Олексій Лукич (1929) — український письменник. Вчителював у Головківці, має в селі хату, де проживає влітку. Майже всі твори написані в Головківці та на сюжети з життя її мешканців.
- Титар Надія Костянтинівна — заслужений вчитель України

Див. також: Категорія:Персоналії:Головківка (Чигиринський район)

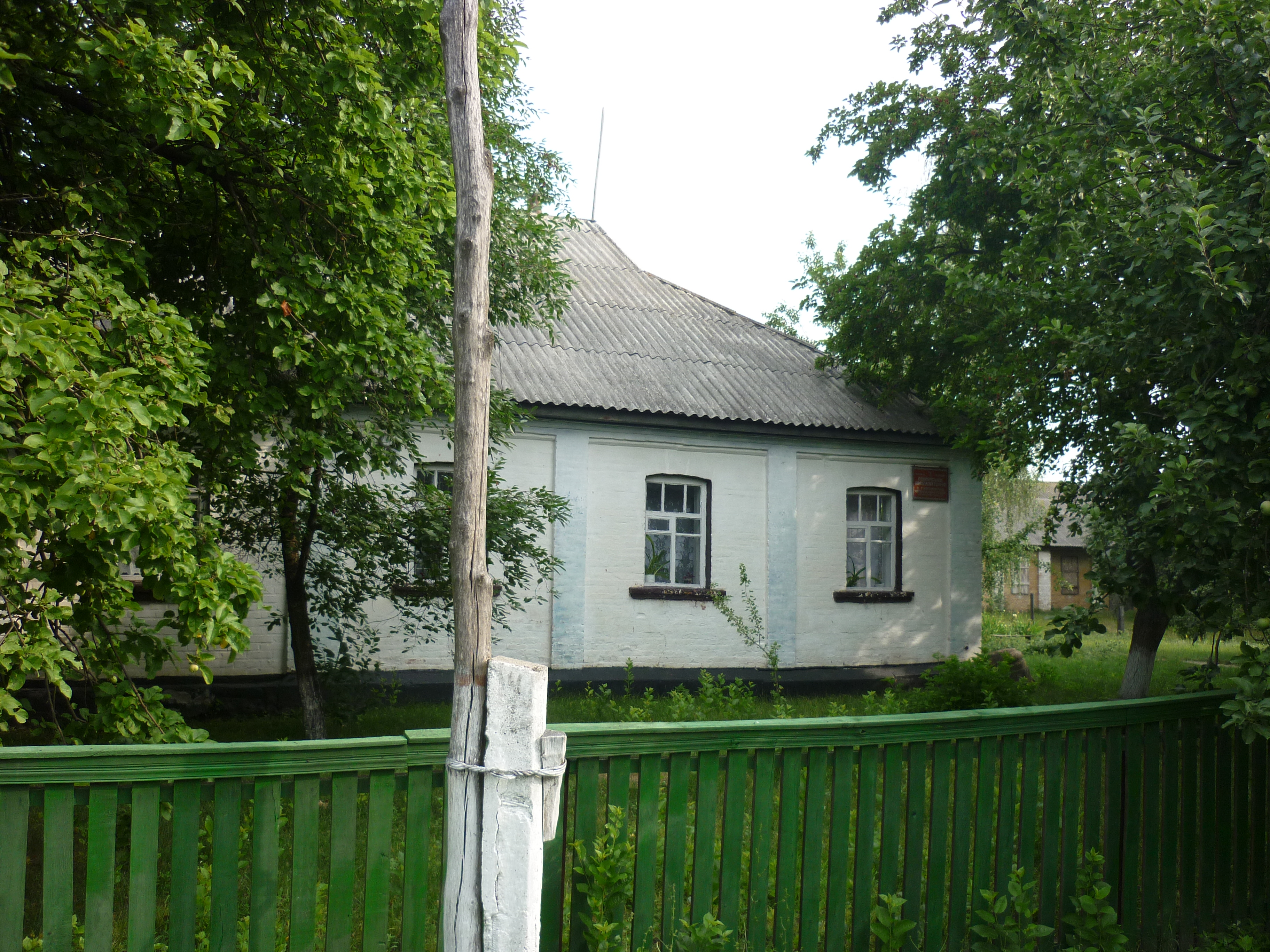
Фельдшерсько-акушерський пункт
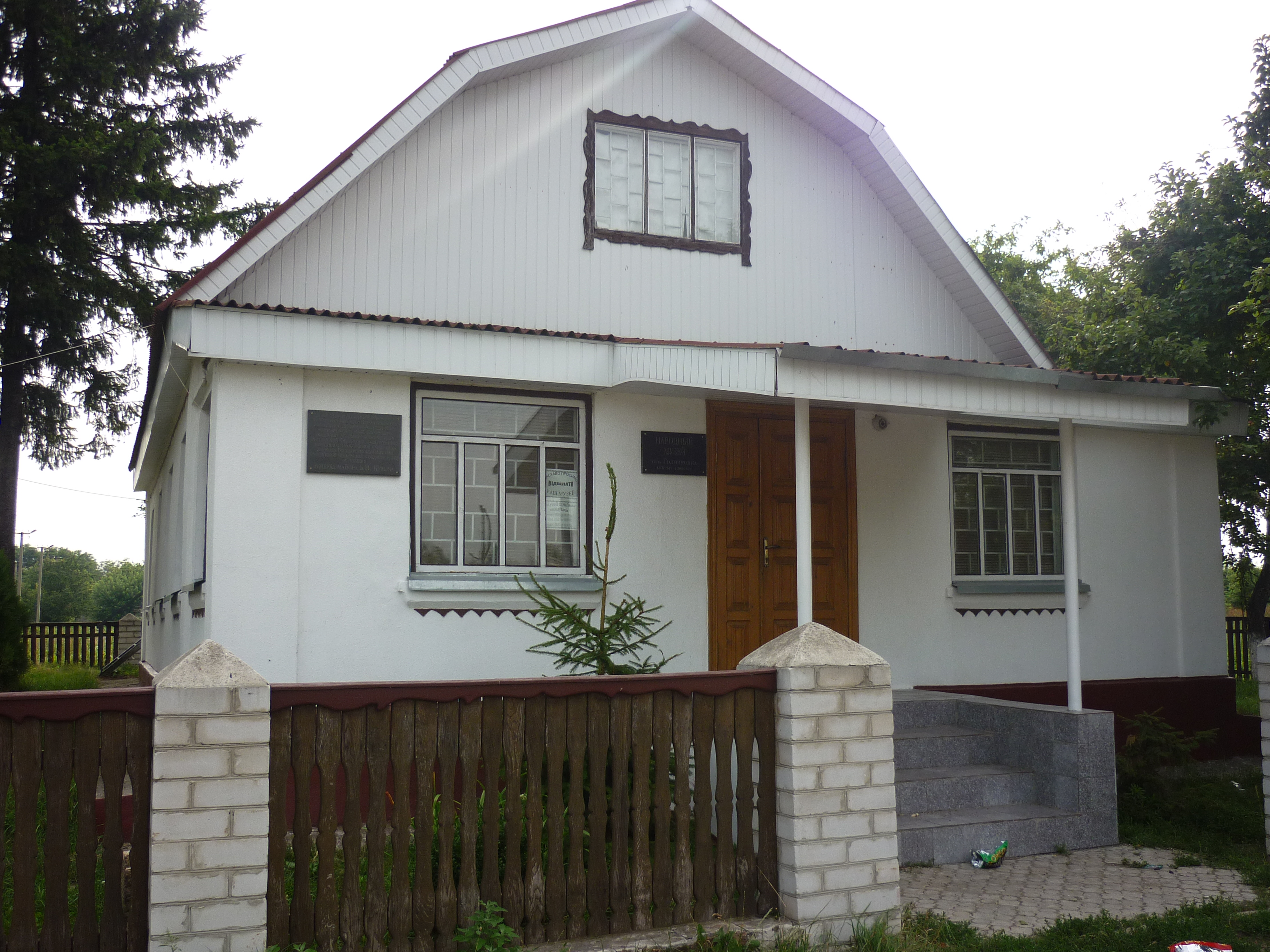
Народний музей села
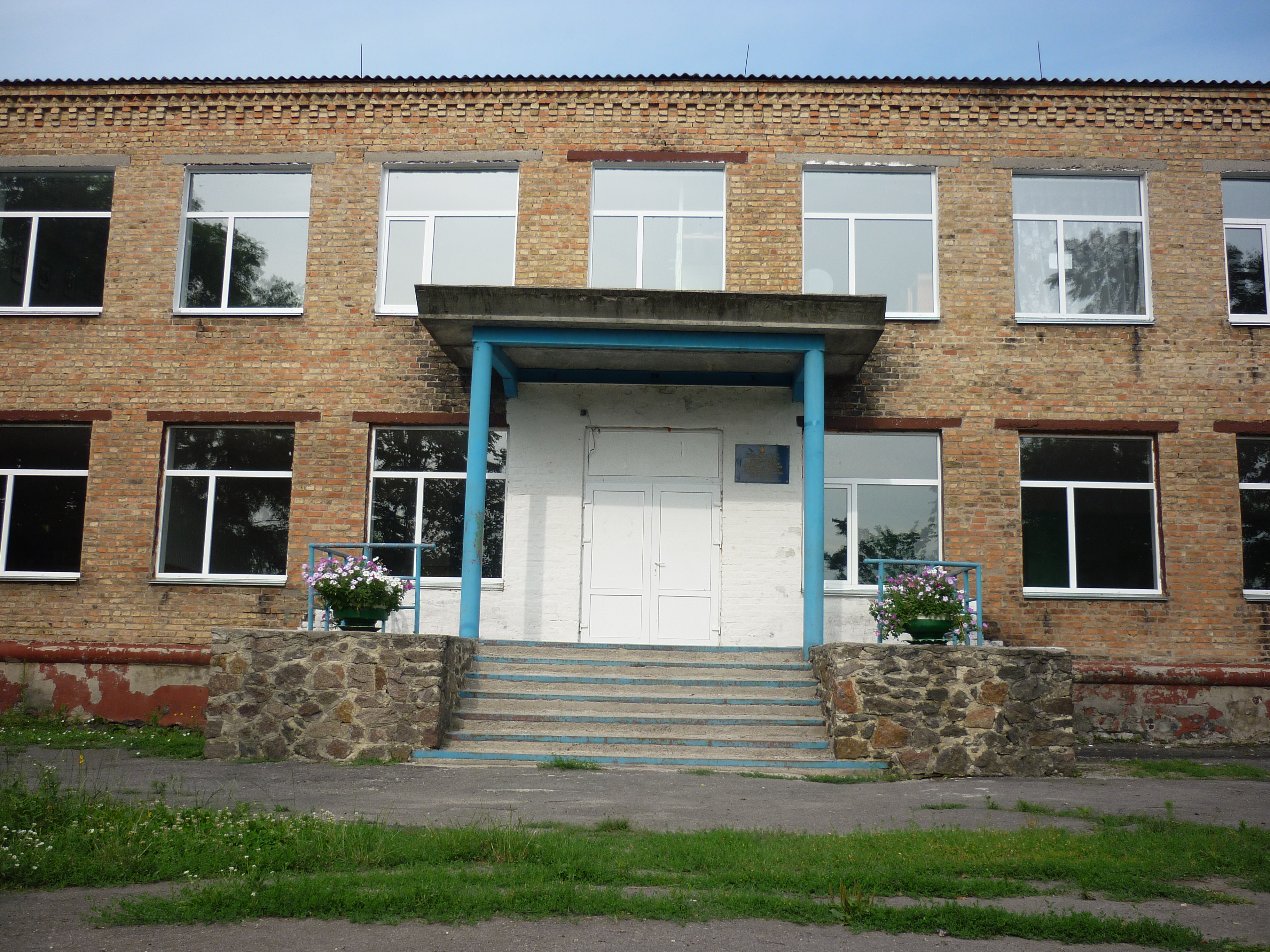
сільська школа
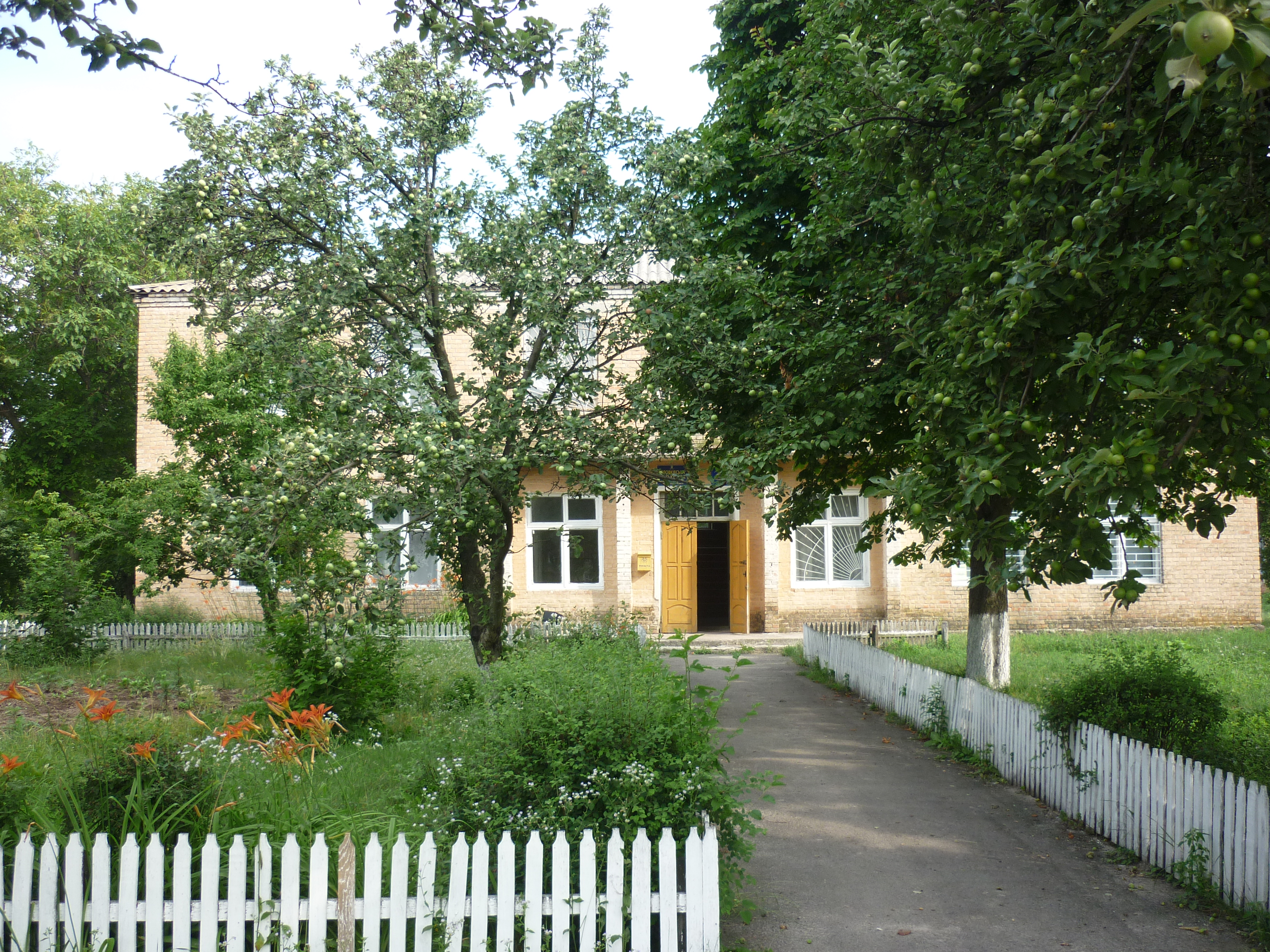
Сільська рада
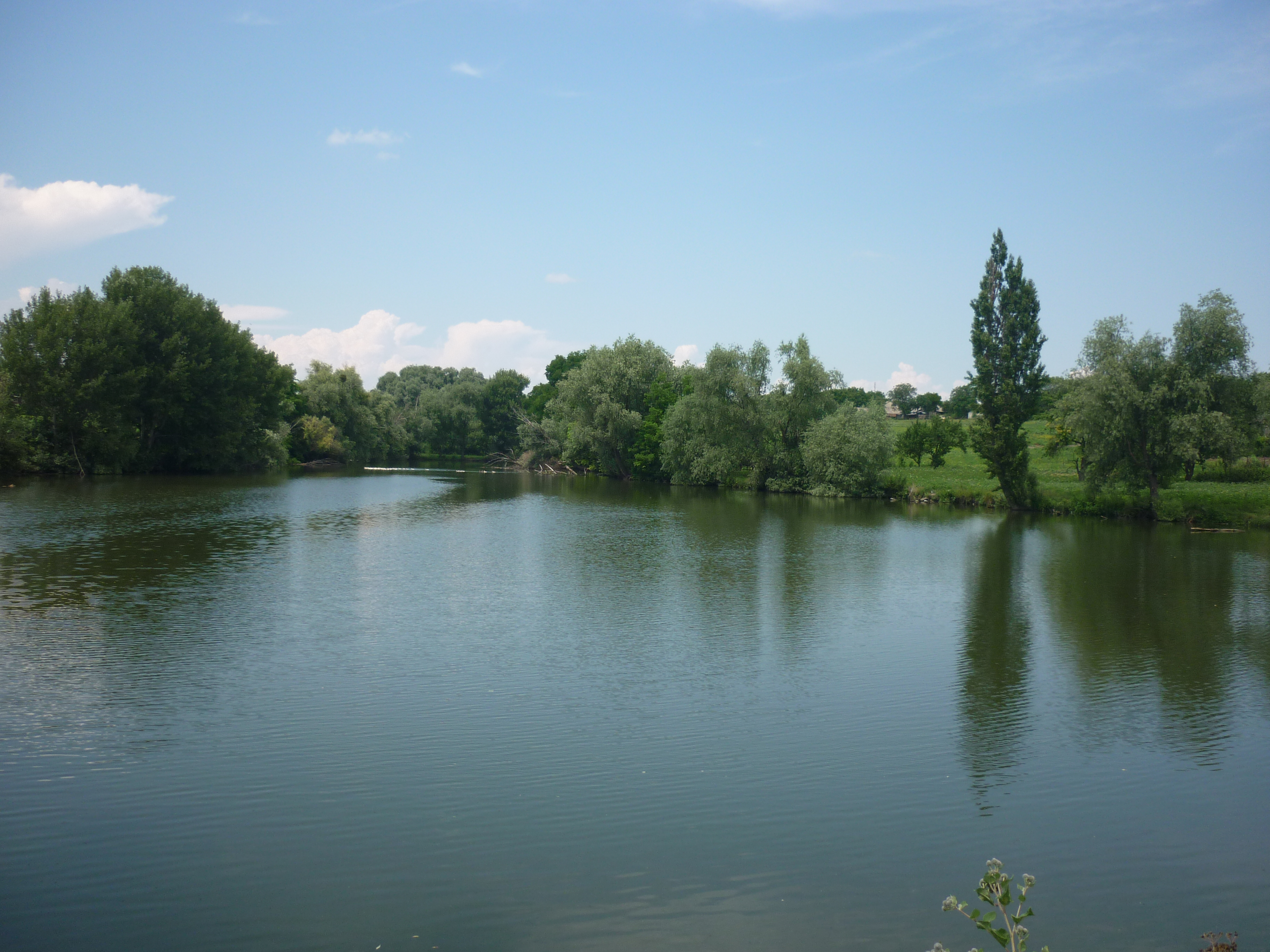
Поповий став